# ويليم دي كوننغ
ويليم دي كوننغ (بالهولندية: Willem de Kooning)‏ (24 أبريل 1904 -19 مارس 1997) فنان تعبيري تجريدي أمريكي هولندي. ولد في روتردام وانتقل إلى الولايات المتحدة عام 1926، وأصبح مواطنًا أمريكيًا عام 1962. في عام 1943 تزوج من الرسامة إلين فرايد.
في السنوات التي أعقبت الحرب العالمية الثانية، رسم دي كوننغ بأسلوب أصبح يشار إليه بالتعبيرية المجردة أو «التصوير الانفعالي»، وكان جزءًا من مجموعة من الفنانين الذين عرفوا باسم مدرسة نيويورك. من بين الرسامين الآخرين في هذه المجموعة جاكسون بولوك، وإلين دي كوننغ، ولي كراسنر، وفرانز كلاين، وأرشيل غوركي، ومارك روثكو، وهانس هوفمان، ونيل بلايني، وأدولف غوتليب، وآن ريان، وروبرت مذرويل، وفيليب جوستون، وكليفرد ستيل، وريتشارد بوسيت-دارت. عُقد اجتماع في متحف الفن الحديث في عام 2011-2012 عن الأثر الرجعي لدي كوننغ الذي جعله واحد من أشهر الفنانين في القرن العشرين.

## سيرته
ولد ويليم دي كوننغ في روتردام، هولندا في 24 أبريل 1904. تطلق والداه، ليندرت دي كوننغ وكورنيليا نوبل، في عام 1907 وعاش دي كوننغ أولًا مع والده ثم مع والدته. ترك المدرسة في عام 1916 وأصبح متدربًا في شركة للفنانين التجاريين. حتى عام 1924 حضر دروسًا مسائية في أكاديمية الفنون الجميلة والعلوم التطبيقية في روتردام، المعروفة الآن بأكاديمية ويليم دي كوننغ.
في عام 1926 سافر دي كوننغ إلى الولايات المتحدة كمسافر خلسة على شيللي، وهي سفينة شحن بريطانية كانت متوجهة إلى الأرجنتين، وفي 15 أغسطس رست في نيوبورت نيوز بولاية فرجينيا. مكث في منزل البحارة الهولنديين في هوبوكين، نيو جيرسي، ووجد عملًا كدهان. في عام 1927 انتقل إلى مانهاتن، وهناك كان لديه استوديو في شارع ويست فورتي فورث. دعم نفسه بوظائف في النجارة، والدهان، والفنون التجارية.
بدأ دي كوننغ الرسم في وقت فراغه، وفي عام 1928 انضم إلى مستعمرة الفن في وودستوك، نيويورك. بدأ أيضًا في مقابلة بعض الفنانين الحداثيين النشطين في مانهاتن. كان من بينهم الأمريكي ستيوارت ديفيس، والأرميني أرشيل غوركي، والروسي جون غراهام، الذين أطلق عليهم دي كوننغ بشكل جماعي «الفرسان الثلاثة». أصبح غوركي، الذي التقى به دي كوننغ لأول مرة في منزل ميشا ريزنيكوف، صديقًا مقربًا وله تأثير مهم لمدة عشر سنوات على الأقل. قال بالكومب غرين إن «دي كوننغ كان يعبد غوركي فعليًا»، ووفقًا لأرسطوديموس كالديس، «كان غوركي سيد دي كوننغ». رسم دي كوننغ بورتريه ذاتي مع الأخ التخيلي، منذ نحو عام 1938، ربما يُظهر نفسه مع غوركي، أما وقفة الأشكال فهي صورة لغوركي مع بيتر بوسا نحو عام 1936.
انضم دي كوننغ إلى نقابة الفنانين في عام 1934، وفي عام 1935 عمل في المشروع الفني الفيدرالي لإدارة تقدم الأعمال، والذي صَمم له عددًا من اللوحات الجدارية بعضها لمشروع الإسكان الفيدرالي في ويليامزبرغ في بروكلين. لم ينفذ أي منها، ولكن أدرِج الرسم التخطيطي لأحدها في آفاق جديدة في الفن الاميركي في متحف الفن الحديث، وهو أول عرض جماعي له. بدءًا من عام 1937، عندما اضطر دي كوننغ إلى مغادرة مشروع الفن الفيدرالي لأنه لم يحمل الجنسية الأمريكية، بدأ في العمل بدوام كامل كفنان، وحصل على دخله من العمولات ومن إعطاء الدروس. في ذلك العام عُين دي كوننغ لرسم جزء من جدارية الطب لقاعة الصيدلة في معرض العالم لعام 1939 في نيويورك، والتي لفتت انتباه النقاد، فالصور نفسها كانت جديدة تمامًا ومتميزة عن عصر الواقعية الأمريكية.
التقى دي كوننغ بزوجته إلين فرايد في مدرسة الفنانين الأمريكيين في نيويورك. كانت أصغر منه بأربعة عشر عامًا. وهكذا كانت بداية شراكة مدى الحياة والتي تأثرت بالإدمان على الكحول، ونقص المال، وشؤون الحب، والخلافات، والانفصال. تزوجا في 9 ديسمبر 1943. عمل دي كوننغ على سلسلته الأولى من اللوحات الشخصية: رجال واقفين أو جالسين مثل رجلان واقفان وشخصية جالسة (ذكر كلاسيكي)، حتى الدمج مع الصور الشخصية مثلما هو الحال مع بورتريه الأخ التخيلي 1938-1939. في هذا الوقت، اقتبس دي كوننغ عمله بقوة من الصور السريالية لغوركي وتأثر ببيكاسو. تغير هذا فقط عندما التقى دي كوننغ بالرسام الأصغر فرانز كلاين، الذي عمل أيضًا على الأسلوب الرمزي للواقعية الأمريكية وانجذب إلى أحادية اللون. كان كلاين، الذي مات شابًا، أحد أقرب أصدقاء دي كوننغ. يتضح تأثير كلاين في صور دي كوننغ السوداء الخطيّة لتلك الفترة.
في أواخر خمسينيات القرن العشرين، تحول عمل دي كوننغ بعيدًا عن العمل الرمزي للنساء (على الرغم من أنه عاد إلى هذا الموضوع في بعض الأحيان) وبدأ في إظهار الاهتمام بصور أكثر تجريدية وأقل تمثيلية. أصبح مواطنًا أمريكيًا في 13 مارس 1962، وفي العام التالي انتقل من برودواي إلى منزل صغير في إيست هامبتون، وهو منزل باعه إياه شقيق إلين بيتر فرايد قبل عامين. بنى استوديو بالقرب منه، وعاش في المنزل حتى نهاية حياته.
تبين أن دي كوننغ في نهاية حياته، بدأ يفقد ذاكرته في أواخر الثمانينيات من القرن العشرين، وعانى من مرض آلزهايمر لبعض الوقت. سبب هذا الكشف نقاشًا كبيرًا بين العلماء والنقاد حول مدى مسؤولية دي كوننغ عن إنشاء عمله المتأخر.
استسلم دي كوننغ لتطور مرضه، ورسم أعماله النهائية في عام 1991. توفي في عام 1997 عن عمر يناهز 92 عامًا وأُتمت مراسم حرق الجثمان.[بحاجة لمصدر]

## روابط خارجية
- ويليم دي كوننغ على موقع IMDb (الإنجليزية)
- ويليم دي كوننغ على موقع الموسوعة البريطانية (الإنجليزية)
- ويليم دي كوننغ على موقع مونزينجر (الألمانية)
- ويليم دي كوننغ على موقع ميوزك برينز (الإنجليزية)
- ويليم دي كوننغ على موقع إن إن دي بي (الإنجليزية)
- ويليم دي كوننغ على موقع ديسكوغز (الإنجليزية)